# Вакъф (дем Кукуш)
Вакуфи (на гръцки: Βακούφι) е село в Гърция, Егейска Македония, в дем Кукуш, област Централна Македония

## География
Селото е разположено югоизточно от град Кукуш (Килкис) на надморска височина от 50 m.

## История
Селото е чифлик на богатото семейство Флорос, което разполагало с 4000 декара земя. Споменава се за пръв път в 1928 година. Произвежда големи количества жито и памук.
| Година    | 1913 | 1920 | 1928 | 1940 | 1951 | 1961 | 1971 | 1981 | 1991 | 2001 | 2011 | 2021 |
| --------- | ---- | ---- | ---- | ---- | ---- | ---- | ---- | ---- | ---- | ---- | ---- | ---- |
| Население |      |      |      | 42   | 56   | 66   | 33   | 62   | 75   | 68   | 16   | 12   |